# Valdieri
Valdieri (en français, Vaudier) est une commune de la province de Coni dans le Piémont en Italie.

## Histoire
Le 4 mai 1958, un violent séisme frappe Valdieri, avec une intensité ressentie de VII.

## Administration
| Période                                  | Période  | Identité          | Étiquette | Qualité |
| ---------------------------------------- | -------- | ----------------- | --------- | ------- |
| 30 mai 2006                              | En cours | Emanuel Parracone |           |         |
| Les données manquantes sont à compléter. |          |                   |           |         |

### Hameaux
Andonno (Andon), S. Anna di Valdieri (Sainte-Anne de Vaudier), tetti gaïna, desertetto, Terme di Valdieri (Bains de Vaudier)

### Communes limitrophes
- En  Italie : Aisone, Borgo San Dalmazzo, Demonte, Entracque, Moiola, Roaschia, Roccavione, Vinadio.
- En  France, dans les Alpes-Maritimes : Isola, Saint-Martin-Vésubie, et Valdeblore.